# Pierre de Laval-Montmorency
Pierre de Laval-Montmorency, chevalier seigneur de Loué, Montsabert, Bressuire, etc. Il porte le nom de Marcilly ou Marcillé jusqu'à la mort de son père.

## Famille
Fils de Guy II de Laval-Loué, il épouse Philippe dame de Bressuire et de Lezay, fille aînée et principale héritière de Jacques de Beaumont-Bressuire, sénéchal du Poitou et chambellan de Louis XI.
Elle meurt avant son mari, étant morte en 1525. Leurs enfants sont :
- Gilles ;
- Guy, qui fonde la branche des seigneurs de Lezay ;
- François, abbé de Clermont ;
- Marquise, mariée, le 29 août 1496, à René Ier du Belloi de Thouarcé, chevalier, seigneur de la Lande, dont elle était veuve en 1531 ;
- Hardouine, femme d'Edmond de Fonsèques, chevalier, baron de Surgères, d'une famille espagnole : ils sont les bisaïeuls d'Hélène de Surgères, la muse de Ronsard.

## Histoire
Lié à Guy XVI de Laval, il est l'un des trente-neuf députés aux états du royaume, assembles à Nantes le 15 janvier 1498, pour ratifier la paix conclue au Traité d'Étaples avec le roi d'Angleterre, au mois de novembre 1492. Il meurt âgé de quatre-vingts ans, le 18 octobre 1528. Il prend les armes pleines de Montmorency-Laval, étant devenu l'aîné de cette branche en 1464.